# 斯捷潘·拉迪奇
斯捷潘·拉迪奇（1871年6月11日—1928年8月8日）。克罗地亚政治家，克罗地亚人民农民党的创始人。活跃于奥匈帝国和塞族、克罗地亚和斯洛文尼亚王国之政坛。他因激励克罗地亚农民争取政治地位而闻名。在他的政治生涯之中，致力于反对克罗地亚和塞尔维亚组成南斯拉夫联盟与反对塞尔维亚霸权。他在战间期是克罗地亚政坛上的重要人物。1928年8月，他在南斯拉夫议会中被塞尔维亚人民激进党政治家普尼沙·拉契奇枪击，拉迪奇几周后死于胃部重伤，终年57岁。
这次暗杀进一步恶化了克罗地亚人和塞尔维亚人的关系，并导致了南斯拉夫王国战间期短暂的议会制度时期的结束与其制度的崩溃，最终导致了1929年1月6日的皇家独裁统治。

## 生平

### 早年
斯捷潘·拉迪奇出生于奥匈帝国境内克罗地亚-斯拉沃尼亚王国的西萨克附近的德斯诺-特雷巴耶沃。在被萨格勒布的文理中学开除后，其后他在卡罗瓦茨的学院完成学业。1888年，拉迪奇来到贾科沃，在那里他见到了主教约瑟夫·尤拉伊·斯特罗斯迈尔，拉迪奇在那里请求他帮助他前往俄罗斯帝国。约瑟夫·尤拉伊·斯特罗斯迈尔将拉迪奇推荐给贝尔格莱德的米哈伊洛大都会，后者将他推荐给基辅的一位俄罗斯教师。随后拉迪奇前往基辅，并在该市的山洞修道院住下，在那里他呆了六个星期，然后返回克罗地亚。
1891年9月，他进入萨格勒布大学学习法律。
在1893年西萨克战役300周年的庆祝活动中，他被选为学生会代表。由于在仪式上批评克罗地亚总督库恩-海代尔瓦里·卡罗伊并称他为“马扎尔骑兵”，随后拉迪奇被判处四个月的监禁，并在彼得里尼亚服刑。
1895年10月16日，在奥地利皇帝弗朗茨·约瑟夫访问萨格勒布期间，他是一群放火烧毁匈牙利三色旗的学生之一。为此，拉迪奇被判入狱，并被萨格勒布大学开除，并被禁止进入克罗地亚的所有大学。 在俄罗斯和后来的布拉格暂留一段时间后；拉迪奇在巴黎政治学院学习，最终于1899年毕业。

### 第一次世界大战
第一次世界大战结束后，他反对在不保证克罗地亚自治的情况下将克罗地亚与塞尔维亚王国合并。一战末期，拉迪奇被选为斯洛文尼亚人、克罗地亚人和塞尔维亚人全国委员会的成员。1918年11月24日，他著名地敦促参加决定国家政治前途的会议的代表不要"像鹅一样冲进雾里"，指不顾后果的决定克罗地亚的未来。他是国民议会中央委员会中唯一投票反对派代表团去贝尔格莱德与塞尔维亚王国谈判的成员。
11月26日，他被从全国委员会除名。
在协约国（英国、法国、美国）的压力下，以及为了履行协约国和塞尔维亚王国之间达成的秘密协议，塞尔维亚人、克罗地亚人和斯洛文尼亚人王国成立了，拉迪奇的政党（当时名为克罗地亚人民农民党）的两名代表被任命为临时代表，在举行制宪选举之前作为议会议员。然而，农民党的代表决定不就任代表。

### 遭到逮捕
1919年3月8日，中央委员会通过了一项由拉迪奇撰写的决议，宣布 "克罗地亚不承认卡拉多杰维奇王朝统治下的所谓塞尔维亚人、克罗地亚人和斯洛文尼亚人的王国，因为这个王国不是由克罗地亚议会宣布成立的，也没有得到克罗地亚议会的任何同意和授权。" 
其完整的声明包括在一份备忘录中，该备忘录被翻译成法语并被送往法国，以提交到巴黎和平会议之上。 这一行为引起了塞尔维亚政府下令逮捕，其最后导致拉迪奇和其他几名农民党党员一起逮捕。
拉迪奇被关押约11个月，直到1920年2月被释放。
就在1920年11月28日举行的塞尔维亚人、克罗地亚人和斯洛文尼亚人王国第一次制宪会议议会选举之前。11月选举的结果是230,590票，相当于419个议会席位中的50个。12月8日，在议会第一次会议之前，拉迪奇在萨格勒布举行了有10万人参加的大规模集会。斯捷潘·拉迪奇为此让克罗地亚人民农民党召开了一次特别会议，会上提出了一项动议并进行了投票，即在与塞尔维亚就克罗地亚在新王国之中的地位的问题首先得到解决之前，该党将不参与议会讨论，最棘手的问题是克罗地亚和卡拉多杰维奇王朝的关系问题。该党后来改名为克罗地亚共和农民党，突出了该党的共和立场。
12月，克罗地亚的最高代表马科·拉吉尼亚因允许此集会而被塞尔维亚的米连科·拉多马尔·维斯尼奇的内阁所解雇。

### 新宪法
1920年12月12日，塞尔维亚人、克罗地亚人和斯洛文尼亚人王国的议会举行了第一次会议，却排除了农民党的50名代表和克罗地亚权利党的2名代表。1921年6月28日，经过目前285名代表中的223名代表的投票，《塞尔维亚、克罗地亚和斯洛文尼亚王国宪法》正式成为宪法，议会中的代表总数为419名。考虑到这是一个制宪议会，本应制定新的宪法，但代表们的投票率和随后的投票情况却相当糟糕。该新宪法被称为维多夫丹日宪法，是在塞尔维亚在科索沃战役的周年纪念日，也是1914年弗朗茨·费迪南大公被暗杀的周年纪念日。
在1923年3月举行的下一次议会选举中，斯捷潘·拉迪奇和克罗地亚农民党反对新王国的立场为他获得了大量的选票。选举的结果是，70个席位或473.733票，这代表了克罗地亚北部和南部地区的大部分克罗地亚人，以及波斯尼亚和黑塞哥维那的克罗地亚人的民意倾向。

### 再次被逮捕
拉迪奇仍然坚持克罗地亚独立的想法，然后让人民农民党退出议会以表示示威。然而这实际上为塞尔维亚首相尼古拉·帕希奇提供了巩固权力和加强其塞族主导的政府的机会。
1923年，斯捷潘·拉迪奇在一次未经批准的海外旅行中访问了英国（5个月）、奥地利（5个月）和苏联（2个月），回国后，拉迪奇在萨格勒布被捕，被指因与苏维埃共产党人有联系而被判刑并被监禁。
然而这次旅行的目的是希望将克罗地亚在克罗地亚-塞尔维亚-斯洛文尼亚王国的面临的困境向国际寻求帮助。
获释后，斯捷潘·拉迪奇很快重新进入政界，这并没有被允许。
12月23日，塞族主导的中央政府在臭名昭著的Obznana宣言（为打压南斯拉夫共产党和共产主义的法律）中宣布，农民党违反了1921年的国家安全法，这一决定在1924年1月1日得到了亚历山大国王的认可，因此在1925年1月2日逮捕了农民党的执行官，并最终在1月5日逮捕了斯捷潘·拉迪奇。
在1925年2月的议会选举后，农民党即使在高层几乎被关进监狱的情况下，在只有斯捷潘·拉迪奇领导的情况下，农民党还是以532,872票的总票数赢得了67个议会席位。尽管得票数高于上届议会选举，但南斯拉夫中央政府的行为依旧导致了农民党获得的议会席位的减少。为了提高对塞尔维亚主导的南斯拉夫中央政府的谈判能力，农民党与独立民主党、斯洛文尼亚人民党和南斯拉夫穆斯林组织结成了政治联盟。

## 重返议会
在1925年3月的议会选举后，克罗地亚共和农民党将党名改为克罗地亚农民党。在联盟伙伴的支持下，克罗地亚农民党与塞尔维亚的主要的保守党派人民激进党达成了妥协协议，双方达成了权力分享的共识，并达成了释放克罗地亚农民党高层的协议。农民党不得不做出某些让步，如承认塞尔维亚主导的中央政府和卡拉多杰维奇王朝的统治，以及1925年3月27日在全体议会面前承认《维多夫丹宪法》。随后斯捷潘·拉迪奇被任命为教育部长，而其他农民党党员则获得了其他的部长职位。
然而，1926年12月10日，人民激进党党魁尼古拉·帕希奇去世后，塞尔维亚-克罗地亚权力共享的计划则被延误了。
拉迪奇很快在1926年辞去了部长职务，并重新成为反对派，并在1927年与独立民主党主席斯韦托扎尔·普里比切维奇结成联盟，独立民主党是克罗地亚塞族人的主要政党。农民党-民主党的联盟现在有机会来结束人民激进派对议会的长期控制。此前，独立民主党和农民党长期以来是对手，但民主党对贝尔格莱德方面感到失望，并恢复了与农民党的良好关系，他们在奥匈帝国时期曾是农民党的盟友。在这种情况下，斯捷潘·拉迪奇在1928年成功地获得了议会多数。然而，他没能组建政府。农民党-独立民主党联盟遭到了一些克罗地亚精英的反对，比如伊沃·安德里奇，他甚至认为农民党的追随者是“……跟随着一条盲狗的傻瓜……”（指斯捷潘·拉迪奇）。
50多岁时，拉迪奇几乎已经失明。

### 遭到暗杀

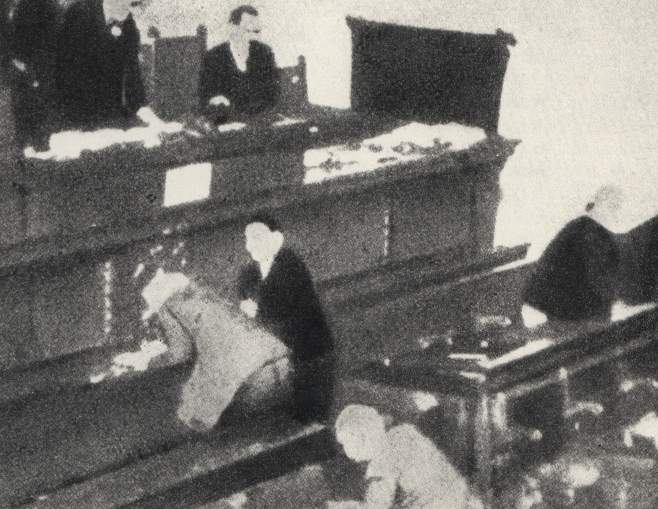
贝尔格莱德的刺杀

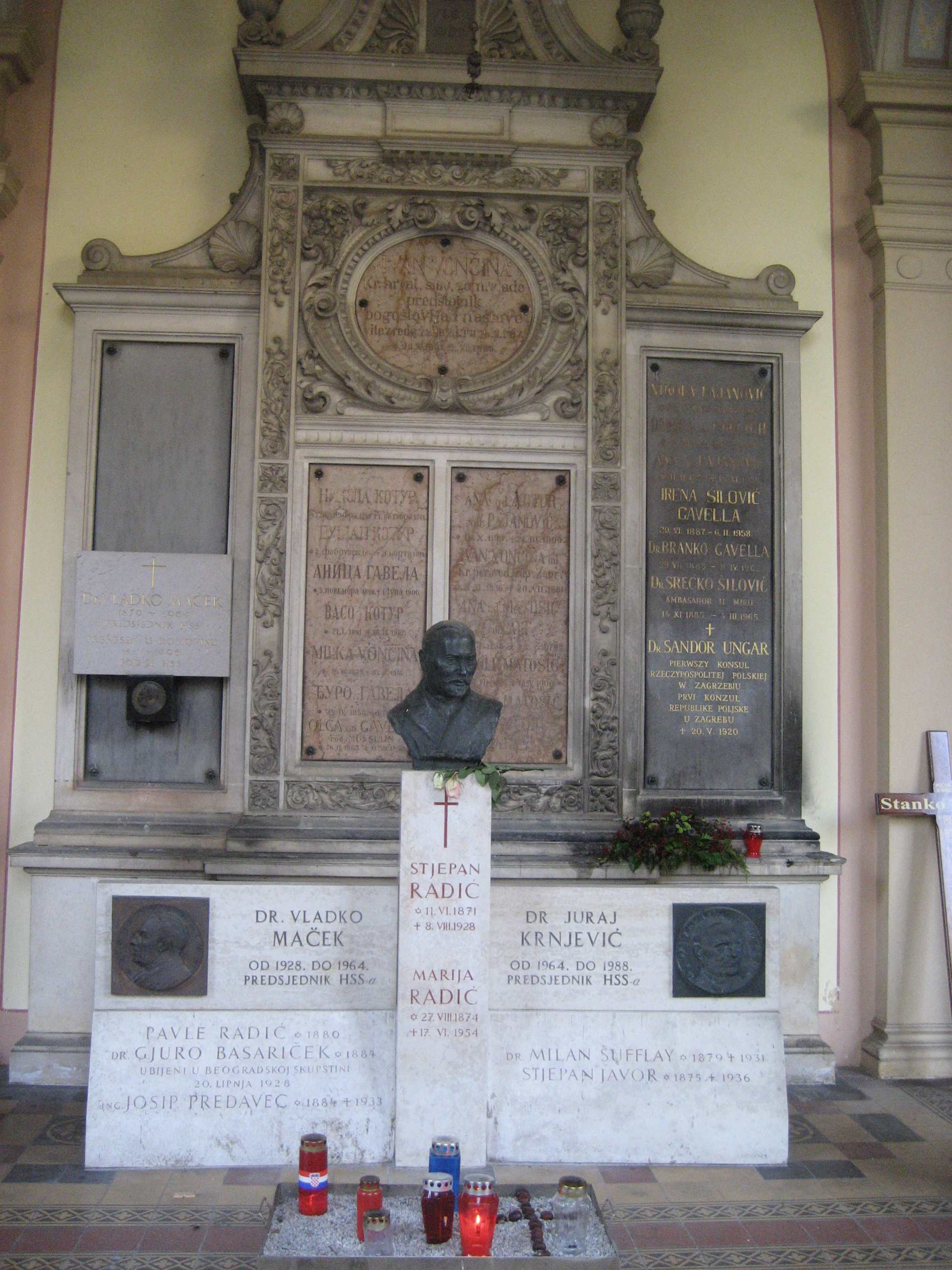
拉迪奇之墓

斯捷潘·拉迪奇在议会中受到可能被殴打和暗杀的威胁，而议会主席（议会发言人）却没有进行任何干预。
1928年6月20日上午，拉迪奇被警告说他有被暗杀的危险，并被恳求当天远离议会。他回答说，他就像一个在战争中在战壕里的士兵，因此他有责任去议会。
在大会上，来自黑山的人民激进党成员普尼沙·拉契奇起身发表了对反对中央政府的反对派挑衅性的讲话，引起了反对派的暴风雨般的反应，但拉迪奇本人却对此保持沉默。最后，农民党党员伊万·佩尔纳高声回应普尼沙·拉契奇说：“你个掠夺者”（指与他本人有关的腐败指控）。
在早先的一次讲话中，拉迪奇指责拉契奇“偷窃平民的东西”，后来当拉契奇要求他道歉时，他拒绝道歉。
随后，普尼沙·拉契奇走到面向克罗地亚人的演讲台前。他把他的手伸进口袋，那里放着他的左轮手枪，他面对议会主席宁科·佩里奇，拉契奇对他说：“主席先生，我请求您惩罚佩尔纳。如果你不阻止我，我将亲自惩罚他！”在他发出这一威胁之后，议会里的反对派开始因此开始起哄与发出嘘声。但拉契奇继续发表他的威胁。“谁想站在我和普纳尔之间，谁就会被杀死！”
这时，普尼沙·拉契奇拿出了他的帕拉贝鲁姆手枪。坐在拉契奇身后长椅上的武吉契抓住了他的手，试图以阻止他。同时，库扬季奇也来帮助他阻止他，但拉契奇很强壮，挣脱了他们。上午11点25分整，枪声响起，佩尔纳被击中心脏上方1厘米处。当他倒下时，拉契奇瞄准了斯捷潘·拉迪奇。杜罗·巴萨里切克注意到了他的计划，并试图想去阻止他瞄准拉迪奇。然而，拉契奇转向他并向他开枪，子弹进入他的腰部并从他的肩胛骨周围射出。巴萨里切克立即晕倒了。其后伊万·格兰达跑到斯捷潘·拉迪奇面前试图阻止对他的刺杀，然而拉契奇向格兰达的手臂开枪，格兰达一倒下，拉契奇就瞄准斯特耶潘-拉迪奇，向他的胸部开枪。这时，保罗·拉迪奇跳向拉契奇，拉契奇没被镇住，而是说 "哈，我一直在找你！"并向他心脏下方1厘米处开枪。人们认为拉契奇接下来会射杀坐在斯捷潘·拉迪奇旁边的斯韦托扎尔·普里比切维奇，但拉契奇却通过部长会议厅离开了议会。整个暗杀行动在不到一分钟内就结束了。这是历史上第一次在政府大楼内发生的暗杀事件之一。
凶手普尼沙·拉契奇最后下场如何，仍有争议。而反对派说法是他被判处20年软禁，后被塞尔维亚当局赦免，而共产党的说法是认为他被判处20年苦役，在二战中被入侵的纳粹释放。在纳粹占领塞尔维亚期间，他过着正常的生活，1945年或1946年被共产党游击队抓获并杀害。
在拉迪奇遇刺后引发的政治危机之后，1929年1月，国王亚历山大一世废除了宪法，解散了议会，禁止了所有民族、地区和宗教政党，并宣布实行皇家独裁统治。

## 死亡与遗产
遇刺后，拉迪奇的胃部受到严重伤害（他也是一名糖尿病患者），几周后去世，享年57岁。
他的葬礼由萨格勒布的Antun Bauer大主教主持。很多人参加了他的葬礼，他的死导致了旧南斯拉夫克罗地亚和塞尔维亚关系的彻底决裂。
拉迪奇的遇刺使他成为烈士，成为农民和工人阶级政治斗争的标志，也成为克罗地亚民族主义爱国者的标志。斯捷潘·拉迪奇的形象后来不仅被他的继任者弗拉德科·马切克使用，而且还被克罗地亚无论左翼与右翼政党使用。
乌斯塔莎利用斯捷潘·拉迪奇之死来证明塞尔维亚人的霸权，并作为他们对待塞尔维亚人的借口。然而，一些成为乌斯塔莎政治对手的共产党主要人物被政权监禁或杀害。另一方面，南斯拉夫游击队利用这一点招募那些对克罗地亚独立国感到失望的克罗地亚农民党成员，而后者在1943年有一个旅以安东和斯捷潘·拉迪奇的名字命名。
斯捷潘·拉迪奇的形象在1970年代初的克罗地亚之春中被广泛使用。有许多民间团体、俱乐部、小学和中学都以斯捷潘·拉迪奇的名字命名。许多克罗地亚城市都有以他名字命名的街道和广场。2008年，克罗地亚共有265条街道以他的名字命名，使拉迪奇成为该国第三大最常见的街道人名。
拉迪奇被埋葬在萨格勒布的米罗戈伊公墓。

### 书籍
- Dragnich, Alex N. . Hoover Press. 1983. ISBN 978-0-8179-7843-3.

### 期刊
- Janjatović, Bosiljka. . Časopis za suvremenu povijest (Croatian Institute of History). 1997, 29 (1): 97–126  [26 November 2019]. （原始内容存档于2020-03-29） （克罗地亚语）.
- Petrić, Hrvoje. . Matica hrvatska. 2015  [2021-12-12]. ISBN 978-953-341-064-7. （原始内容存档于2021-12-12） （克罗地亚语）. |journal=被忽略 (帮助)
- Racko, Ljerka. . Radovi Zavoda Za Hrvatsku Povijest. October 1990, 23 (1): 233–246  [12 January 2015]. （原始内容存档于2020-03-29） （克罗地亚语）.
- Rychlik, Jan.  [The Radić Brothers and the Croatian Peasant Party]. Almanac Jankovic (Matica Hrvatska Daruvar). 2015, 1: 91–99  [2021-12-12]. （原始内容存档于2016-10-10）.